# Tesniwka (rejon zwiahelski)
Tesniwka (ukr. Теснівка) – wieś na Ukrainie, w obwodzie żytomierskim, w rejonie zwiahelskim, w hromadzie Bronyky. W 2001 liczyła 394 mieszkańców, spośród których 391 wskazało jako ojczysty język ukraiński, a 3 rosyjski.